# Domitia (Tante Neros)
Domitia (* um 19 v. Chr.; † 59 n. Chr.) war eine römische Adlige.

## Leben
Domitia war das älteste Kind Antonias der Älteren und des Konsuls Lucius Domitius Ahenobarbus. Mütterlicherseits war sie Großnichte des Kaisers Augustus. Sie hatte eine Schwester Domitia Lepida und einen Bruder Gnaeus Domitius Ahenobarbus, der mit seiner Gattin Agrippina der Jüngeren Vater des späteren Kaisers Nero wurde. Damit war Domitia auch eine Tante Neros.
Es wird angenommen, dass Domitia mehrere Ehen eingegangen ist; so dürfte sie den Konsul Decimus Haterius Agrippa († 32 n. Chr.) geheiratet haben und von ihm Mutter des Quintus Haterius Antoninus, der 53 n. Chr. Konsul werden sollte, gewesen sein. Sicher bezeugt ist aber nur ihre wohl 33 n. Chr. geschlossene Ehe mit einem Urgroßneffen des Historikers Sallust, dem reichen und einflussreichen Konsul Gaius Sallustius Crispus Passienus, der für sie in einem Prozess gegen ihren Bruder eintrat, in dem es um viel Geld ging. Die 40 n. Chr. Witwe gewordene Agrippina kam 41 n. Chr. aus dem Exil zurück und umwarb Crispus Passienus. Dieser ließ sich wohl im gleichen Jahr von Domitia scheiden, um Agrippina heiraten zu können, wodurch es zu einem starken und langjährigen Hass zwischen den beiden Frauen kam. 55 n. Chr. veranlasste daher Domitia zwei ihrer Freigelassenen, Atimetus, mit dem sie ein Verhältnis gehabt haben soll, und den Tänzer Lucius Domitius Paris, schwere Beschuldigungen gegen Agrippina zu erheben, ohne allerdings etwas zu erreichen.
Domitia war sehr vermögend und besaß große Güter in Baiae und in Ravenna. Es gehörten ihr wohl auch die jenseits des Tiber in Rom gelegenen „Gärten Domitias“ (horti Domitiae), in denen später Kaiser Hadrian sein Grabmal erbauen ließ. Dort wurde nämlich der Teil einer Wasserleitungsröhre gefunden, der den Namen ihres Gemahls Crispus Passienus trägt. Nero strebte nach dem Reichtum seiner Tante und ließ sie daher angeblich 59 n. Chr. vergiften. Damals litt die schon recht alte Domitia an Verstopfung und war schwerkrank und bettlägerig, als Nero sie besuchte. Sie sagte, dass sie friedlich sterben könne, wenn er sich den Bart scheren würde. Nero scherzte, dass er sich gleich rasieren würde, beauftragte angeblich die Ärzte, seiner Tante eine Überdosis Abführmittel zu verabreichen und bemächtigte sich ihrer enormen Schätze, während sie im Sterben lag.
Auf der Ara Pacis, einem aus der Ära des Augustus stammenden Altar, ist Domitia mit ihrem Bruder und ihren Eltern dargestellt.